# Aragonés ayerbense
El aragonés ayerbense o somontanés de Ayerbe o simplemente ayerbense es la variante dialectal del aragonés que se habla en el somontano de Ayerbe: Agüero, Ardisa, Ayerbe, Biscarrués, Concilio, Erés, Fontellas, Losanglis, Linás de Marcuello, Loarre, Murillo de Gállego, Piedramorrera, Puendeluna, Riglos, Sarsamarcuello, Santa Eulalia de Gállego, Santa Engracia y San Felices. Esto es, aproximadamente en la parte noroccidental de la Hoya de Huesca y en alguna localidad del este de las Cinco Villas (Aragón, España). 
El testimonio más antiguo de este dialecto se conserva en el texto de una 'Pastorada' representada en Ayerbe en 1855 en aragonés. A finales del siglo XX el aragonés de Ayerbe dio el paso a la literatura de la mano de los escritores Luis Pérez Gella y Chusé Antón Santamaría Loriente.